# A'nyêmaqên Shan
A'nyêmaqên Shan är en bergskedja i Kina. Den ligger i provinsen Qinghai, i den nordvästra delen av landet, omkring 290 kilometer sydväst om provinshuvudstaden Xining.